# Cursi
Cursi est une commune italienne de la province de Lecce dans la région des Pouilles.

## Administration
| Période                                  | Période  | Identité        | Étiquette       | Qualité |
| ---------------------------------------- | -------- | --------------- | --------------- | ------- |
| 08/06/2009                               | En cours | Edoardo Santoro | Centro-sinistra |         |
| Les données manquantes sont à compléter. |          |                 |                 |         |

### Communes limitrophes
Bagnolo del Salento, Castrignano de' Greci, Maglie, Melpignano